# Cryphaea leveillei
Cryphaea leveillei là một loài rêu trong họ Cryphaeaceae. Loài này được Thér. mô tả khoa học đầu tiên năm 1907.